# Āzād Marzābād
Āzād Marzābād (persiska: آزاد مرز آباد) är en ort i Iran.   Den ligger i provinsen Markazi, i den centrala delen av landet, 230 km sydväst om huvudstaden Teheran. Āzād Marzābād ligger 1 671 meter över havet och antalet invånare är 213.
Terrängen runt Āzād Marzābād är en högslätt.Runt Āzād Marzābād är det ganska tätbefolkat, med 120 invånare per kvadratkilometer. Närmaste större samhälle är Arak, 11,4 km söder om Āzād Marzābād. Trakten runt Āzād Marzābād består till största delen av jordbruksmark.